# Pablo Rago
Pablo Adrián Ragonese (Buenos Aires, 24 de septiembre de 1972) conocido artísticamente como Pablo Rago, es un actor y presentador de televisión argentino.

## Carrera
En 1985 participó en la película La historia oficial, ganadora del Óscar a la mejor película extranjera. Entre 1987 y 1989 actuó en la tira juvenil Clave de sol. Luego protagonizó junto a Carlin Calvo la  comedia de Telefe Amigos son los amigos. En 1994 protagonizó junto a Paola Krum la telenovela Inconquistable corazón. Siguió actuando en Sueltos, y más tarde integró los elencos de Gasoleros, El hombre y Primicias. 
En 2002 protagonizó la exitosa telenovela  de Telefe Kachorra junto a Natalia Oreiro. En 2006 debutó como director de teatro junto a Luis Cicero en la obra Extraña pareja, que además protagonizó con Carlos Calvo. Ese mismo año protagonizó con Fabián Vena la primera temporada de la serie Mosca y Smith. Luego participó del unitario Vientos de agua junto a Hector Alterio, Eduardo Blanco y Ernesto Alterio.
En 2009 coprotagonizó la telecomedia de Pol-ka Enseñame a vivir, junto a Violeta Urtizberea. Ese mismo año interpretó a Morales, el esposo de la víctima en El secreto de sus ojos, ganadora del Óscar a la mejor película extranjera, convirtiendo a Rago en el único actor argentino que participó en las dos películas del mencionado país en obtener el galardón. Luego actuó en Botineras y debutó como conductor de televisión en TVR por Canal 9. En el año 2010 interpretó al prócer Manuel Belgrano en la película Belgrano. En 2013 prestó su voz para la película animada Metegol. En 2018 participó en la telenovela 100 días para enamorarse como Coco.

## Vida personal
Entre 1993 y 1994 estuvo casado con la periodista y luego política argentina Sandra Pettovello. Entre 1997 y 2005 estuvo en pareja con la actriz y comediante uruguaya María Carámbula con quien tuvo un hijo, Vito.

## Denuncia y desestimación
En 2019, fue denunciado por Érica Basile e imputado penalmente por supuesto abuso sexual. En febrero de 2020, le hicieron pericias psicológicas a Érica Basile y dieron negativo, es decir, que no hay indicadores de abuso sexual en Érica. El Cuerpo Médico Forense llegó a la conclusión de que «la denunciante no muestra daño psicológico compatible con abuso sexual o violencia de género». En marzo de 2020 el juez Walter José Candela resolvió sobreseer a Pablo Rago al determinar que "las acusaciones no eran veridicas".

## Trayectoria

### Cine
| Año  | Título                           | Personaje                          | Dirección                 |
| ---- | -------------------------------- | ---------------------------------- | ------------------------- |
| 1981 | Las travesuras de Cepillo        |                                    | Jorge Pantano             |
| 1982 | Últimos días de la víctima       | Bruno Külpe                        | Adolfo Aristarain         |
| 1984 | Gracias por el fuego             | Ramón Budiño (niño)                | Sergio Renán              |
| 1984 | Con otros ojos (cortometraje)    |                                    | Eduardo Mignogna          |
| 1985 | La historia oficial              | Hijo de Enrique                    | Luis Puenzo               |
| 1996 | El mundo contra mí               |                                    | Beda Docampo Feijóo       |
| 2000 | El mar de Lucas                  | Facundo Denevi                     | Víctor Laplace            |
| 2001 | Déjala correr                    | René                               | Alberto Lecchi            |
| 2002 | Apasionados                      | Roberto                            | Juan José Jusid           |
| 2004 | Próxima salida                   | Daniel Sanabria                    | Nicolás Tuozzo            |
| 2005 | El buen destino                  | David                              | Leonor Benedetto          |
| 2007 | La mujer rota                    | Juan                               | Sebastián Faena           |
| 2008 | Yo soy sola                      | Pablo                              | Tatiana Mereñuk           |
| 2008 | La leyenda                       | Juan Manuel Migliardi              | Sebastián Pivotto         |
| 2009 | 100% lucha, el amo de los clones |                                    | Pablo Parés y Paulo Soria |
| 2009 | El secreto de sus ojos           | Ricardo Morales                    | Juan José Campanella      |
| 2010 | Belgrano                         | Manuel Belgrano                    | Sebastián Pivotto         |
| 2011 | Éxodo (cortometraje animado)     | -                                  | Él mismo                  |
| 2012 | No te enamores de mí             | Sergio                             | Federico Finkielstain     |
| 2013 | Metegol                          | Capi (voz en el doblaje argentino) | Juan José Campanella      |
| 2013 | Vino para robar                  | Mario                              | Ariel Winograd            |
| 2014 | Rosa fuerte                      | Manuel                             | Laura Dariomerlo          |
| 2015 | Papeles en el viento             | El Ruso                            | Juan Taratuto             |
| 2015 | Sin hijos                        | Sebastián                          | Ariel Winograd            |
| 2015 | Kryptonita                       | El Federico                        | Nicanor Loreti            |
| 2016 | Permitidos                       | Médico                             | Ariel Winograd            |
| 2016 | El jugador                       | Sergio Palma                       | Dan Gueller               |
| 2017 | Los padecientes                  | José "Gitano" Heredia              | Nicolás Tuozzo            |
| 2017 | Sólo se vive una vez             | Agustín                            | Federico Cueva            |
| 2018 | Viaje inesperado                 | Pablo Marcet                       | Juan José Jusid           |
| 2018 | Todavía                          |                                    | Tomás Sánchez             |
| 2019 | El sonido de los tulipanes       | Marcelo Di Marco                   | Alberto Maslíah           |
| 2019 | Bruja                            | Ricardo                            | Marcelo Páez Cubells      |
| 2020 | El robo del siglo                | El Marciano                        | Ariel Winograd            |
| 2021 | La noche mágica                  | Cachete                            | Gastón Portal             |
| 2023 | Los bastardos                    | Camarógrafo                        | Pablo Yotich              |
| 2023 | La extorsión                     | Saavedra                           | Martino Zaidelis          |
| 2024 | Goyo                             | Matías "Matute" Villanueva         | Marcos Carnevale          |
| 2024 | Campamento con mamá              | Diego                              | Martino Zaidelis          |

### Televisión
| Año               | Título                                           | Personaje                                 | Canal              |
| ----------------- | ------------------------------------------------ | ----------------------------------------- | ------------------ |
| 1981              | Los miserables (película para televisión)        |                                           | dir. Roberto Denis |
| 1982              | Un tal Servando Gómez (película para televisión) |                                           | dir. Edgardo Borda |
| 1986              | Por siempre amigos                               | Gustavo                                   | Telefé             |
| 1987-1990         | Clave de sol                                     | Luciano "Lucho"                           | El Trece           |
| 1990-1993         | Amigos son los amigos                            | Pablo Pintos                              | Telefe/Canal 9     |
| 1993-1996         | Alta comedia                                     | Varios personajes                         | Canal 9            |
| 1994-1995         | Inconquistable corazón                           | Gonzalo Guiñazú                           | Canal 9            |
| 1995-1996         | Por siempre mujercitas                           | Diego Ruíz                                | Canal 9            |
| 1996              | Poliladron                                       | Sergio Carrizo                            | Canal 13           |
| 1998              | Gasoleros                                        | Bonzo                                     | El Trece           |
| 1999              | El hombre                                        | Gregorio "Goyo" Maciel Cepeda             | El Trece           |
| 2000              | Primicias                                        | Fernando Álvarez Bisoni                   | El Trece           |
| 2000              | Los buscas de siempre                            | Germán                                    | Canal 9            |
| 2001              | Tiempo final                                     | Alberto "Ep: La cacería"                  | Telefe             |
| 2002              | Kachorra                                         | Bruno Ricardo Moravia Estévez             | Telefe             |
| 2003              | Hospital público                                 | Dr. Luciano Benegas                       | América TV         |
| 2003              | Resistiré                                        | Leandro Dahlman                           | Telefe             |
| 2004-2005         | Mosca & Smith                                    | Carlos Smith                              | Telefe             |
| 2005              | Mosca & Smith                                    | Carlos Smith                              | Telefe             |
| Conflictos en red | Juan "Ep: Cazadores"                             |                                           | Telefe             |
| 2005-2006         | Mujeres asesinas                                 | Oscar/ Miguel/ Franco                     | El Trece           |
| 2006              | Vientos de agua                                  | Juliusz Lazlo                             | El Trece           |
| 2008              | Todos contra Juan                                | Él mismo (cameo)                          | América TV         |
| 2009              | Enseñame a vivir                                 | Lucas Antonio Linares                     | El Trece           |
| 2009              | Acompañantes                                     | Patricio Biyar                            | Telefe             |
| 2009-2010         | Botineras                                        | Javier Salgado                            | Telefe             |
| 2011              | Un año para recordar                             | Marco                                     | Telefe             |
| 2011-2015         | TVR                                              | Conductor                                 | Canal 9            |
| 2012              | Historia clínica                                 | Ernesto "Che" Guevara                     | Telefe             |
| 2013              | Historias de diván                               | Mariano                                   | Telefe             |
| 2013              | Televisión por la justicia                       | Sargento Farías "Ep: Se presume inocente" | Canal 9            |
| 2014              | El legado                                        | Giuseppe Garibaldi                        | Canal 9            |
| 2014              | Viento sur                                       | Pablo "Ep.5 El Wekufe"                    | América TV         |
| 2014-2015         | Noche y día                                      | Fabián Aguilera                           | Canal 13           |
| 2015              | Conflictos modernos                              | Diego Acosta "Ep.2 Jueza De Paz"          | Canal 9            |
| 2016              | Nafta Súper                                      | Federico / Batman                         | Space              |
| 2018              | Cien días para enamorarse                        | Jorge "Coco" Carulias                     | Telefe             |
| 2023              | Ringo, gloria y muerte                           | Bautista Rago                             | Star+              |
| 2025              | Espartanos, una historia real                    | Luis Varela                               | Disney+            |
| 2025              | En el barro                                      | Lalo                                      | Netflix            |

### Teatro
| Año       | Obra                                       | Autor               | Notas                                     |
| --------- | ------------------------------------------ | ------------------- | ----------------------------------------- |
| 1995      | Yepeto                                     | Roberto Cossa       |                                           |
| 1998      | Perla                                      |                     |                                           |
| 1999      | La reina de la belleza                     |                     |                                           |
| 2001      | Pingüinos                                  |                     |                                           |
| 2002      | Hombre y superhombre                       |                     |                                           |
| 2003      | Romeo y Julieta                            | William Shakespeare |                                           |
| 2004      | La prueba                                  | David Auburn        |                                           |
| 2006-2008 | La extraña pareja                          | Neil Simon          | Dirigida por él mismo junto a Luis Cicero |
| 2015-2016 | Algunas mujeres a las que le cagué la vida |                     |                                           |
| 2017-2018 | Como el c***                               |                     |                                           |
| 2018-2019 | Atracción fatal                            |                     |                                           |
| 2021-2022 | Mi mujer se llama Mauricio                 |                     |                                           |
| 2022      | Network                                    |                     | Corina Fiorillo                           |
| 2024      | Esperando la carroza                       | Jacobo Langsner     | Ciro Zorzoli                              |

## Premios y nominaciones
| Año  | Premio                      | Categoría                                          | Producción                                  | Resultado |
| ---- | --------------------------- | -------------------------------------------------- | ------------------------------------------- | --------- |
| 2004 | Premios ACE                 | Mejor Actor                                        | La prueba                                   | Ganador   |
| 2004 | Premios Clarín              | Mejor Actor                                        | La prueba                                   | Ganador   |
| 2004 | Premios Martín Fierro       | Mejor Actor Protagonista de Unitario y/o Miniserie | Mosca & Smith                               | Nominado  |
| 2006 | Premios Martín Fierro       | Mejor Actor de Reparto en Drama                    | Vientos de agua                             | Nominado  |
| 2009 | Premios Martín Fierro       | Mejor Actor Protagonista de Comedia                | Enséñame a vivir                            | Nominado  |
| 2009 | Premio Sur                  | Mejor Actor de Reparto                             | El secreto de sus ojos                      | Nominado  |
| 2010 | Premios Martín Fierro       | Mejor Participación Especial en Ficción            | Botineras                                   | Nominado  |
| 2016 | Premios VOS                 | Mejor Actor                                        | Algunas mujeres a las que les cagué la vida | Nominado  |
| 2016 | Premios Carlos              | Mejor Actor                                        | Algunas mujeres a las que les cagué la vida | Nominado  |
| 2016 | Premios Estrella de Concert | Mejor Actor                                        | Algunas mujeres a las que les cagué la vida | Nominado  |
| 2018 | Premios VOS                 | Mejor Actor                                        | Como el c***                                | Ganador   |
| 2018 | Premios Carlos              | Mejor Actor                                        | Como el c***                                | Ganador   |
| 2018 | Premios Estrella de Concert | Mejor Actor                                        | Como el c***                                | Nominado  |
| 2018 | Premios Martín Fierro       | Mejor Actor de reparto                             | Cien días para enamorarse                   | Nominado  |